# 元仁
元仁（1224年十一月二十日至1225年四月二十日）是日本的年號之一。這個時代的天皇是後堀河天皇、鎌倉幕府之執權為北條泰時。

## 改元
- 貞應三年十一月二十日（1224年12月31日）改元元仁
- 元仁二年四月二十日（1225年5月28日）改元嘉祿

## 出處
《周易》

## 紀年、西曆、干支對照表
| 元仁       | 元年   | 二年   |
| 儒略曆日期 | 1224年 | 1225年 |
| 干支       | 甲申   | 乙酉   |